# إريك غارسيا (كاتب)
إريك غارسيا (بالإنجليزية: Eric Garcia)‏ (1 سبتمبر 1972، ميامي في الولايات المتحدة)؛ كاتب، سيناريست وروائي أمريكي.

## روابط خارجية
- إريك غارسيا على موقع IMDb (الإنجليزية)
- إريك غارسيا على موقع قاعدة بيانات الفيلم (الإنجليزية)